# José Pascual de Zayas

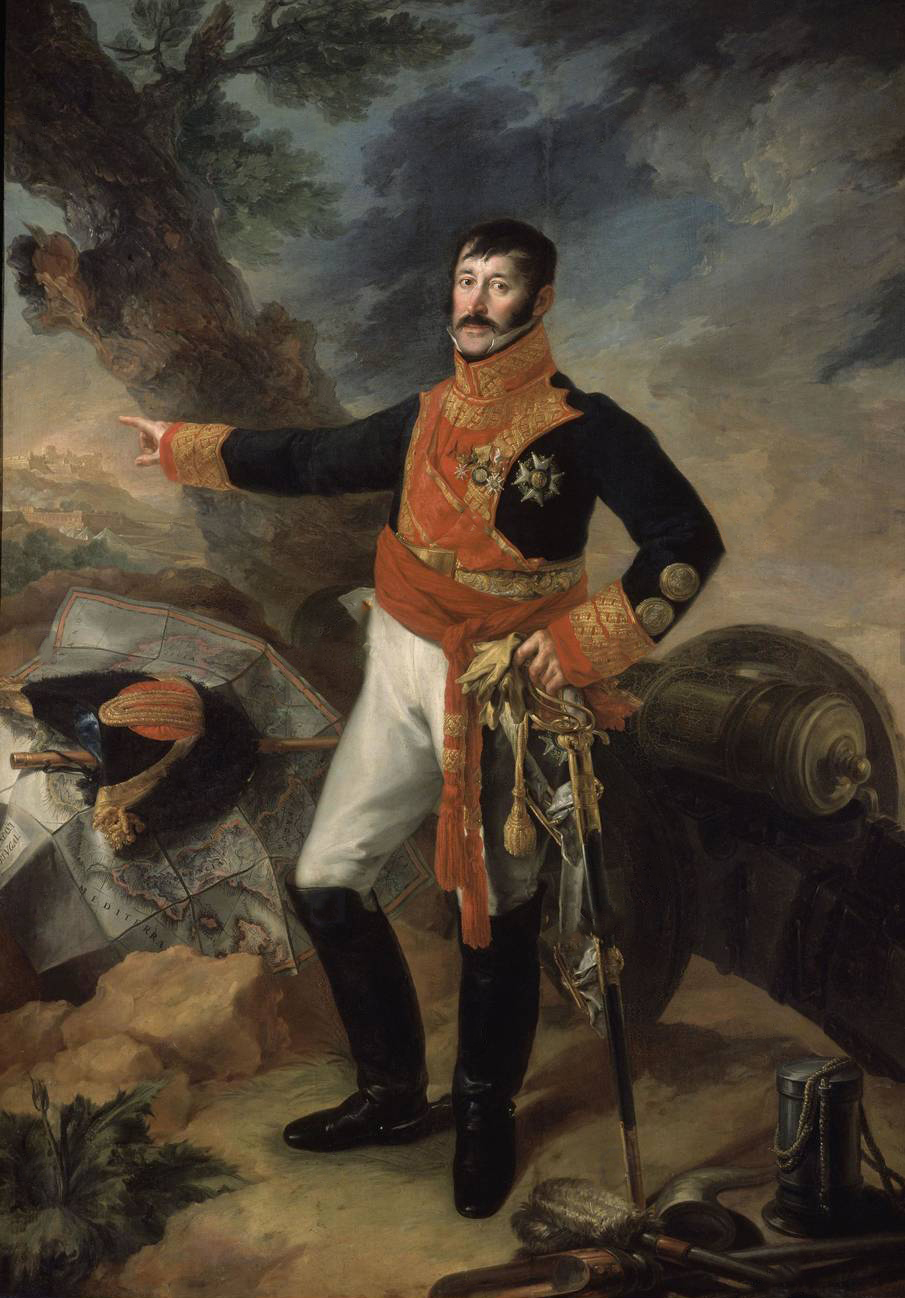
General José Pascual Zayas y Chacón, Gemälde von Vicente López Portaña, 1818, Museo de Bellas Artes (Cuba)

José Pascual de Zayas-Bazan y Chacón (* 5. Juni 1772 Havanna; † 27. Oktober 1827 in Chiclana) war ein spanischer General während des Freiheitskampfes gegen die Franzosen.

## Leben

### Herkunft
José de Zayas wurde 1772 als Sohn von Manuel de Zayas-Bazán y Santa Cruz (1747–1799) und María de Loreto Chacón y Duarte (1743–1799) auf Kuba geboren, er entstammte einer adeligen Familie, die sich bereits im sechzehnten Jahrhundert in Havanna niedergelassen hatte. Schon in früher Jugend zeigte er eine starke Neigung zu einer militärischen Karriere.

### Früher Militärdienst
Er trat am 15. September 1783 als Kadett in das Infanterieregiment Asturias ein. Vier Jahre später, 1787, wurde er zum Leutnant befördert. 1789 wurde sein Regiment nach Oran verlegt und verstärkte die dortige Garnison. Am 9. Oktober 1790 verursachte ein schweres Erdbeben dem Regiment Asturias einen Verlust von 400 Soldaten, Zayas befand sich unter den Verletzten. Er blieb bis 1792 in Oran, bis die Stadt nach einer Belagerung von den Spaniern evakuiert wurde.
Im Ersten Koalitionskrieg von 1793 wurde er dem Artilleriekorps der Navarra-Armee zugeteilt und geriet am 23. Juli in französische Gefangenschaft. Nach seiner Rückkehr wurde er am 28. September 1794 zum Leutnant befördert. 1795 übernahm er das 2. Bataillon des Regimentes Asturias und kam zur Marinegarnison in Vigo. Während dieser Zeit wurde Zayas’ Regiment zweimal in Mittel- und Südamerika eingesetzt. Nach der Rückkehr wurde seinem Bataillon am 26. August 1800 der Schutz  der Marinebasis Ferrol übertragen. Zayas wurde bei einem Überfall englischer Seestreitkräfte bei Brión leicht verwundet. Am 22. Mai 1801 trat er beim Grenadier-Bataillon des Asturias-Regiments ein und wurde am 6. April 1804 zum Capitaine befördert. 1805 wurde er zum Adjutanten des Generals Gonzalo O’Farrill ernannt und stand mit dessen Regiment zwei Jahre lang in der Toskana dem neuen König von Etrurien unter Karl von Bourbon-Parma zu Diensten. Im Juli 1807 verlegte er sich mit dem Regiment nach Hamburg, gedacht als Teil der napoleonischen Verteidigung gegenüber britischen Landungen an der Nordsee. Ende 1807 zurück in Spanien, übernahm er am 11. März 1808 das zweite Bataillon des Regimentes Princessa. Dieses Regiment gehörte zur Division des Marquis von La Romana, die im Dienste Frankreichs in Fünen eingesetzt wurde.

### Napoleonische Kriege
Nach Ausbruch des Unabhängigkeitskrieges gegen Napoleon beauftragte ihn der Oberste Rat von Madrid im April 1808 ohne Wissen der Franzosen, zusammen mit Evaristo Perez de Castro nach Bayonne zu gehen, um König  Ferdinand VII. über den wahren politischen Stand in Spanien zu informieren. 
Zurück in Spanien, unterstellte er sich dem Kommando von Generalleutnant Gregorio García de la Cuesta. In Valladolid wurde er zum Oberst befördert und mit der Organisation neuer Truppenteile für eine sich versammelnde Armee beauftragt. Am 12. Juni nahm er an der Schlacht von Cabezón teil, wo die geschlagenen Truppen unter General Cuesta zum Rückzug auf Benavente gezwungen wurden. 
Zayas marschierte nach Foncebadón in León, um mit General Blake die Verteidigung der Provinz Galicien abzusprechen. Zayas kämpfte infolge bei Tarancon, nahm aber nicht mehr an der Schlacht von Uclés (13. Januar 1809) teil, weil er als Truppenführer in den Süden abberufen worden war. Zayas übernahm am 8. Januar das Kommando über das Linien-Regiment von Jaen. Mit diesen Truppen nahm er am 29. Januar an der Rückeroberung der Tajo-Brücke bei Almaraz teil. Beim Vormarsch in die Provinz Extremadura führte Zayas bereits eine eigene Infanterie-Brigade, mit der er als Reserve am linken Flügel der Armee Cuesta an der Schlacht von Medellín (28. März) teilnahm. Am 8. April 1809 wurde er zum Brigadegeneral befördert und übernahm die Führung der Avantgarde der Armee.
In der aufkommenden typischen Guerillataktik organisierte er zwischen dem Tejo und Guadiana kleine Angriffe gegen die französische Besatzungsmacht unter Marschall Victor. Für seine Waffentaten wurde er am 28. Juli zum Generalmajor befördert. Die Centraljunta versuchte, sich bei der britischen Öffentlichkeit beliebt zu machen, und befahl der Armee von La Mancha, in die Offensive zu gehen. Die Spanier unter Cuesta wurden am 8. August in der Schlacht bei Almonacid besiegt. Am 12. August 1809 erlitt der Obergeneral Cuesta in Deleitosa einen Schlaganfall und wurde durch General Francisco de Eguía ersetzt, der Zayas im Kommando der Vorhut bestätigte. Zayas führte nach der Niederlage bei Ocaña (November 1809) die Reste des Heeres nach Andalusien zurück. Nach einer weiteren Niederlage bei Alcalá la Real zog sich Zayas nach Murcia zurück, wo er seine Truppen verstärkte und neu organisierte. 
Am 20. Januar 1810 drang Marschall Soult über den Despeñaperros-Pass in Andalusien ein.
Nach den Unruhen in Andalusien wurde Zayas am 24. Januar 1810 von der Junta zum stellvertretenden Gouverneur von Sevilla ernannt. Im Herbstfeldzug kämpfte die kombinierte Armee Eguía in der Sierra Morena erfolglos im Kampf mit französischen Truppen unter Victor und Sebastiani. General Eguía wurde entlassen, neuer Oberbefehlshaber der Zentralarmee wurde General de Areizaga.
Im Frühjahr 1811 stand Zayas’ Division im Raum Cádiz und operierte bei Ronda gegen die französischen Truppen unter Victor. Am 21. Februar startete ein Flankenmanöver, mit dem die Verteidigung von Cádiz hoffte, den Belagerungsring von Marschall Victor aufzubrechen. Spanische Kräfte unter General Manuel Lapeña landeten zu demselben Zwecke zwischen 23. und 27. bei Algeciras und Tarifa hinter den feindlichen Linien. Zayas Division war derweil auf der Isle de Leon stationiert. In der Nacht vom 2. auf den 3. März wurde er beim Versuch, den Kanal zu überqueren, geschlagen und gezwungen sich in seine Ausgangspositionen zurückzuziehen. Am 18. März verließ er Cádiz, landete bei Palos und versuchte, die Truppen Soults, die Badajoz belagerten, anzugreifen. Allerdings war die Grenzstadt bereits am 11. gefallen, bis zum 31. März mussten sich Zayas Truppen nach mehreren Gefechten mit französischen Avantgarden wieder nach Cadiz zurückziehen. 
Badajoz sollte infolge durch einen gemeinsamen Angriff mit den Briten unter General William Carr Beresford zurückerobert werden. Das spanische Expeditionskorps stand unter General Blake; dessen 1. Division wurde von Zayas geführt.
Blake landete am 18. April bei Ayamonte am Guadiana, um den Anschluss an die Briten zu erreichen, nach der Vereinigung mit den Überresten der Extremadura-Armee unter General Castaños, traf man am 15. Mai in der Schlacht von Albuera auf den Gegner. Die spanischen Truppen unter Zayas hielten sich standhaft gegen einen Flankenstoß durch das französische V. Korps. Als am rechten Flügel der Verbündeten die britische Brigade Colborne von einem französischen Kavallerieangriff zurückgeworfen wurde, waren es Zayas Truppen, die die Situation durch einen Gegenstoß wiederherstellten. Zayas versuchte, den zurückgehenden Feind zu verfolgen, schiffte sich aber am 30. Juni bei Ayamonte zurück nach Cadiz ein. Anschließend wurde er wieder zum Schutz der Isle de Leon bestellt.
Anfang August 1811 wurde Zayas’ Division der Armee des Generals Blake in Murcia zugeführt, seine Truppen operierten im Raum Valencia, das von der französischen Armee unter Marschall Suchet bedroht wurde.
Am 14. August dieses Monats kam Zayas, begleitet von Blake, nach Valencia. Seine Division blieb  bis zum 21. September wegen einer drohenden Epidemie unter Quarantäne in Villena stehen. Danach wurden seine Truppen in Valencia als Verstärkung der dortigen Garnison verwendet. Am 25. Oktober verließen Zayas’ Truppen die Stadt, um Blake in der Schlacht von Sagunt (Murviedro) zu verstärken. Zayas wurde von den Franzosen bei Puzol angegriffen und gleichzeitig weiter nördlich, in Sichtweite von Sagunt, umgangen. Als Blakes Hauptkräfte am rechten Flügel besiegt waren, sah sich auch Zayas vom Gegner bei Puzol umgangen. Er führte in guter Ordnung Rückzugsgefechte zur Küste und rettete das Zentrum und den linken Flügel der geschlagenen Armee. Zayas marschierte mit seinen Truppen nach Cuenca ab, um die französischen Verstärkungen, die von Madrid herankamen, aufzuhalten. Am 28. November 1811 wurde seine Division von den Franzosen bei Cuenca nahe Valencia in die Enge getrieben. Am 26. Dezember startete derweil Suchet seinen Hauptangriff gegen die Armee Blake. Zayas’ Truppen versuchten bei Valencia auszubrechen, waren aber am 9. Januar 1812 gezwungen zu kapitulieren. Als Kriegsgefangener wurde Zayas nach Schloss Vincennes, nahe Paris verbracht.

### Restliches Leben
Durch den Vertrag von Valençay am 11. Dezember 1813 freigekommen, begleitete Zayas König Ferdinand VII. bei seiner Rückkehr nach Spanien. Am 25. März 1814 wurde er zum Generalleutnant befördert. Er sorgte für die Aufrechterhaltung der Ordnung in Madrid und bekam 1815 das Großkreuz des Ferdinandsordens verliehen.
Während der Hundert Tage 1815 befahl Zayas die 1. Division der Hauptarmee in Katalonien. Nach der zweiten Abdankung Napoleons wurden Zayas Truppen nach Valencia verlegt. 1815 lehnte er die Verwaltung des Vizekönigreichs von Peru noch ab, aber 1817 ging er als Gouverneur nach Neu-Kastilien. Am 11. August 1816 wurde er zum stellvertretenden Militärbefehlshaber von Neu-Kastilien ernannt und übernahm vom 30. Dezember bis zum 24. Januar 1817 den Posten des Oberkommandanten. Nach der Proklamation der neuen Verfassung wurde Zayas zum Militärgouverneur und zum Stellvertreter des Königs auf Kuba. 
Von 1820 bis 1822 war er Mitglied des Parlaments von Havanna und ab 1821 Mitglied des ständigen Ausschusses der Cortes. 
Nach seiner Rückkehr nach Spanien wurde er ab 7. Juli 1822 mit der Verteidigung des königlichen Schlosses betraut. Als Generalkapitän von Madrid unterhandelte er im März 1823 mit der ins Land einmarschierenden französischen Armee unter Marschall Jean-Baptiste Bessières. Er unterstützte den Anmarsch der Truppen des Herzogs von Angouleme und führte seine Division nach Andalusien. Er sicherte Cadiz für den König und bezog sein Hauptquartier in Chiclana. Nach der Restauration des Absolutismus verbrachte er seine letzten Tage, auf Kosten seiner Schwester lebend, mit seinen engen Freund Andres Arango und General José Maria Cadasal in Südspanien. Er verstarb dort im Jahre 1827.